# غيم ستوب
غيم ستوب (بالإنجليزية:  GameStop)‏ هو متجر أمريكي لألعاب الفيديو والإلكترونيات الاستهلاكية، وبائع تجزئة للألعاب. يقع المقر الرئيسي للشركة في غرابفين، تكساس، الولايات المتحدة، إحدى ضواحي دالاس، واعتبارًا من 1 فبراير 2020، تدير 5،509 متجرًا للبيع بالتجزئة في جميع أنحاء الولايات المتحدة وكندا وأستراليا ونيوزيلندا وأوروبا. تعمل متاجر التجزئة التابعة للشركة بشكل أساسي تحت علامة غيم ستوب التجارية، وألعاب EB، وThinkGeek، وMicromania-Zing.
بالإضافة إلى متاجر البيع بالتجزئة، تمتلك غيم ستوب أيضًا غيم إنفورمر، وهي مجلة ألعاب فيديو.

## روابط خارجية
- الموقع الرسمي
- Funcoland على موقع واي باك مشين (archive index)